# Richard Jaehne
Richard Jaehne (* 6. November 1858 in Potsdam; † 29. Oktober 1905 in Jena) war ein preußischer Kommunalpolitiker, Oberbürgermeister von Potsdam und Mitglied des preußischen Herrenhauses.

## Leben
Jaehne, Sohn eines Schneidermeisters, besuchte das Viktoria-Gymnasium, wo er 1897 das Abitur ablegte. Anschließend studierte er Jura in Tübingen, Leipzig, Heidelberg und Berlin. Nach dem Studium begann Jaehne im Mai 1880 eine Verwaltungslaufbahn in Potsdam und Berlin. Sie führte ihn im März 1889 zu seiner Wahl zum besoldeten Stadtrat in Potsdam.
Am 23. Februar 1894 wählten die Stadtverordneten Jaehne zum Zweiten Bürgermeisters der Stadt, wo er unter anderem für die Bautätigkeit und Steuersachen der Stadt zuständig war. Als der Oberbürgermeister Reinhold Boie 1897 in den Ruhestand ging, wählten die Stadtverordneten unter vier Bewerbern Jaehne aus, der mithin 39-jährig, aus dem Kleinbürgertum entstammend, zum Oberbürgermeister der Residenzstadt der preußischen Könige wurde. Trotz der ungewöhnlichen Wahl bestätigte der König Wilhelm Jaehne und berief ihn als Vertreter seiner Stadt in das Herrenhaus. Jaehne trat am 2. Juli 1897 sein Amt an, zunächst als Erster Bürgermeister, im folgenden Jahr dann als Oberbürgermeister.
In Jaehnes Amtszeit fielen die Eröffnung der Volksbücherei im Jahre 1899, der Reichskriegsschule (1902), der Bau neuer Wohnviertel in der Berliner und Nauener Vorstadt gaben Potsdam ein neues Gepräge sowie im März 1900 das neue Postgebäude. Die Stadtverwaltung konnte durch den Bau und die Inbetriebnahme des städtischen Elektrizitätswerkes (September 1902) sowie durch den Ankauf der Pferdeeisenbahn (1904) infrastrukturell Impulse setzen.
Seit der Jahrhundertwende erkrankte Jaehne recht häufig, ein leichter Schlaganfall ließ ihn erst 1904 wieder in die Amtsgeschäfte eingreifen. Trotz verschlechterter Gesundheit gelang es ihm noch die städtischen Leistungen voranzutreiben. So übernahm die Stadt ab Juli 1904 Straßenpflasterungen. Mit der Höherlegung des Eisenbahndammes der Strecke von Potsdam nach Wildpark, die 1905 begann, verbesserte er weiter das Verkehrssystem. Als sich sein Gesundheitszustand verschlechterte, musste Jaehne im Juli 1905 einen längeren Urlaub antreten. Am 29. Oktober 1905 starb Richard Jaehne im Alter von nur 47 Jahren in Jena.